# Teucocranon microcallia
Teucocranon microcallia är en fjärilsart som beskrevs av Emilio Berio 1937. Teucocranon microcallia ingår i släktet Teucocranon och familjen nattflyn. Inga underarter finns listade i Catalogue of Life.